# Abada (patronyme)
Pour les articles homonymes, voir Abada.
Cette page présente le nom de famille Abada ainsi que ses variantes.
 (juillet 2014).
Si vous disposez d'ouvrages ou d'articles de référence ou si vous connaissez des sites web de qualité traitant du thème abordé ici, merci de compléter l'article en donnant les références utiles à sa vérifiabilité et en les liant à la section « Notes et références ».
Abada est un patronyme.

## Étymologie
Le nom de famille français Abada tire son origine d’un sobriquet. Les noms de famille qui dérivent d’un sobriquet constituent un vaste éventail. Ces noms sont caractérisés par leur grande variété. Cette catégorie englobe plusieurs sources possibles. Les plus communs sont ceux qui se sont basés sur une caractéristique physique ou encore sur un attribut personnel du porteur initial. Dans ce cas-là le nom personnel Abada fut pris directement du mot niçois abbe. Ainsi le nom de famille indiquait que son porteur initial était quelqu’un qui agissait comme un abbé, ou qui avait été un enfant trouvé élevé par l'abbaye (abadia en niçois).

## Variantes
Parmi les variantes de son nom de famille on retrouve Abatte, Abbat, Abat, Abbas, Abac et Abate.
Une des plus anciennes références à l’une de ces variantes fait mention de Rozalie Abat mariée avec Antoine Basset. Ils baptisèrent leur fils Casimir Basset le 15 janvier 1837 à Brugairolles dans le même département. Nous retrouvons également enregistré le baptême d’Ursule Jacquette Abat, fille de Joseph Abat et d’Antoinette Bac, lequel eut lieu le 28 juillet 1856 aussi à Brugairolles. Des recherches sont cependant toujours en cours, car le nom a pu apparaître plus tôt que les dates ici mentionnées. Les surnoms français devenus héréditaires, remontent au XIIe siècle. Avant cette venue, certain noms ont existé et de fait ont été passés à une, deux ou trois générations. Par contre ces noms ne sont pas caractéristiques des noms dits héréditaires, car ils furent éventuellement abandonnés et remplacés par un autre nom.

## Histoire
Le nom de famille Abada se trouve aussi en Italie. Parmi les notables portant ce nom se trouve le peintre italien Andre Aabate né à Naples en 1722. Il existe également dans les pays du maghreb, notamment en Algérie et Tunisie.